# GTR (grup)
GTR va ser un super grup de rock progressiu i AOR britànic, fundat el 1985 per l'exguitarrista d'Asia, Steve Howe i per Steve Hackett, exguitarrista de Genesis. La formació va tenir una curta vida de tan sols dos anys, en la qual van obtenir un gran èxit als Estats Units. Després de publicar un sol àlbum d'estudi i dos reeixits senzills, Howe va concloure l'agrupació després que Hackett es retirés el 1987 per continuar amb la seva carrera en solitari.
Cal destacar que el nom del projecte és una abreviatura de la paraula «guitar», guitarra.

## Història
Després de la sortida de Steve Howe d'Asia, el mànager Brian Lane del grup Yes li va proposar crear una nova formació amb el guitarrista Steve Hackett de Genesis, que va acceptar la proposta amb la idea de recaptar diners per als seus nous projectes de la seva carrera en solitari. Per completar la formació van convocar al vocalista Max Bacon exmembre de Moby Dick, al bateria nord-americà Jonathan Mover, ex-músic de Marillion, i al baixista Phil Spalding, conegut llavors per treballar amb alguns artistes com Mike Oldfield. Amb la idea de crear un projecte que barregés els subgèneres rock progressiu i l'AOR, Howe i Hackett van començar a utilitzar teclats i sintetitzadors en les composicions, i adoptar en certs talls sons similars a les seves formacions anteriors.
A fins de 1985 van signar amb el segell Arista Records i van publicar el disc debut GTR al juliol de 1986. L'àlbum va rebre positives crítiques de la premsa, igual que gran suport principalment dels fanàtics de tots dos guitarristes, ja que va obtenir el lloc 11 en la llista Billboard 200 i disc d'or només dos mesos després de la seva publicació al vendre més de 500 000 còpies en els Estats Units.
La formació va voltar durant el 1986 per diversos països d'Europa i diverses ciutats d'Amèrica del Nord, on no només van tocar cançons del seu àlbum debut, sinó també de les formacions Genesis i Yes, i alguns temes de les carreres en solitari de Howe i Hackett. Dins de la gira promocional va ser convidat el músic Matt Clifford, que va ser l'encarregat dels teclats i sintetitzadors.
Després del terme de la gira Hackett va qüestionar les maniobres de diners de la formació i els guanys obtinguts de Howe, que va provocar una tensa relació entre tots dos guitarristes. Malgrat diverses converses principalment financeres, Hackett va preferir retirar-se per continuar amb la seva carrera en solitari. De la mateixa manera Mover va deixar el projecte per unir-se a la formació de Joe Satriani.
Amb la idea de mantenir la formació Howe va convidar al bateria Nigel Glockler de Saxon i a Robert Berry guitarrista de Hush. Al costat d'aquests van iniciar la composició de noves cançons per a un futur disc d'estudi, però aquest mai va aparèixer, ja que l'entusiasme de Howe va decaure i va preferir finir la formació a mitjans de 1987 per reprendre la seva carrera a solitari.

## Discografia
Àlbums
- 1986: GTR
- 1997: GTR Live

Senzills
- 1986: «When the Heart Rules the Mind»
- 1986: «The Hunter»

## Membres
- Max Bacon: veu (1985 - 1987)
- Steve Howe: guitarra elèctrica i sintetitzadors (1985- 1987)
- Steve Hackett: guitarra elèctrica i sintetitzadors (1985 - 1986)
- Phil Spalding: guitarra baixa (1985 - 1987)
- Jonathan Mover: bateria (1985 - 1986)
- Nigel Glockler: bateria (1987)
- Robert Berry: guitarra elèctrica (1987)